# Ашуров, Мирсаид
Мирсаид Ашуров (род. 1936) — таджикский советский горняк, депутат Верховного Совета СССР.

## Биография
Родился в 1936 году. Таджик. Беспартийный. Образование среднее.
С 1953 года — колхозник, разнорабочий шахтостроительного управления, путевой горнорабочий. С 1965 года — горнорабочий очистительного забоя, с 1973 года — крепильшик горных выработок шахты им. Ленина шахтоуправления «Таджикское» в городе Шураб Ленинабадской области.
Депутат Совета Национальностей Верховного Совета СССР 8, 9 созыва (1970—1979) от Исфаринского избирательного округа № 363 Таджикской ССР. Член Комиссии законодательных предположений Совета Национальностей 9-го созыва.